# ジベレリン-2β-ジオキシゲナーゼ
ジベレリン-2β-ジオキシゲナーゼ（gibberellin 2β-dioxygenase）は、ジテルペノイド生合成酵素の一つで、次の化学反応を触媒する酸化還元酵素である。
ジベレリン-1 + 2-オキソグルタル酸 + O2 {\displaystyle \rightleftharpoons } 2β-ヒドロキシジベレリン-1 + コハク酸 + CO2
反応式の通り、この酵素の基質はジベレリン-1と2-オキソグルタル酸とO2、生成物は2β-ヒドロキシジベレリン-1（ジベレリン-8）とコハク酸とCO2である。
組織名は(gibberellin-1),2-oxoglutarate:oxygen oxidoreductase (2β-hydroxylating)で、別名にgibberellin 2β-hydroxylaseがある。